# Domus delle Gorgoni
La domus delle Gorgoni (I, XIII, 6) è una domus risalente all'età costantinana, che si trova a breve distanza dalla porta Laurentina nella regione I della città romana di Ostia.

## Descrizione
L'edificio presenta una pianta trapezoidale per il convergere della via Semita dei Cippi e del cardine massimo, vicino alla porta Laurentina, preceduta da una piazzetta. L'edificio è stato interpretato come domus, oppure come sede di una corporazione.
L'edificio comprendeva una taberna sul cardine massimo, e due stanze intercomunicanti accessibili solo dalla piazza meridionale. Accanto alla taberna sul cardine massimo era una scala, connessa con un livello superiore della strada dovuto ad un tardo rialzamento della strada. L'accesso meridionale avveniva attraverso un ampio vestibolo dalla piazza.
Dal vestibolo si accedeva a due ambienti interconnessi, separati dal resto della casa e a due ampi corridoi ai lati di un cortile scoperto, pavimentati in mosaico geometrico bianco e nero; Il corridoio occidentale, diviso da un tramezzo, dà accesso ad una piccola stanza sul lato ovest, dotata di porta, ad una stanza di servizio e alla stanza principale sul lato di fondo, accessibile anche dal cortile, che poteva avere un'altezza di due piani e forse utilizzata come triclinio. Le due stanze presentano un mosaico in bianco e nero con riquadro con una gorgone.
Sul corridoio orientale, dotato di scala interna all'estremità sud, si affacciano tre stanze, anch'esse dotate di porte; due conservano un mosaico con una gorgone, la terza poteva essere una cucina, che contribuiva anche al riscaldamento delle stanze adiacenti (con tubi in terracotta sulla parete sud).